# Nazarica
Nazarica (izvirno srbsko Назарица; bolgarsko Назърица) je naselje v Srbiji, ki upravno spada pod Občino Bosilegrad; slednja pa je del Pčinjskega upravnega okraja.

## Demografija
V naselju živi 66 polnoletnih prebivalcev, pri čemer je njihova povprečna starost 48,4 let (42,8 pri moških in 54,0 pri ženskah). Naselje ima 32 gospodinjstev, pri čemer je povprečno število članov na gospodinjstvo 2,38.
To naselje je v glavnem bolgarsko (glede na popis iz leta 2002).
|  |

| Demografija | Demografija     | Demografija     |
| Leto        | Št. prebivalcev | Št. prebivalcev |
| ----------- | --------------- | --------------- |
|             |                 |                 |
|             |                 |                 |
|             |                 |                 |
|             |                 |                 |
| 1948        | 342             |                 |
| 1953        | 380             |                 |
| 1961        | 378             |                 |
| 1971        | 340             |                 |
| 1981        | 258             |                 |
| 1991        | 144             | 144             |
| 2002        | 76              | 76              |
|             |                 |                 |

| Etnična sestava po popisu iz leta 2002 | Etnična sestava po popisu iz leta 2002 | Etnična sestava po popisu iz leta 2002 | Etnična sestava po popisu iz leta 2002 | Etnična sestava po popisu iz leta 2002 |
| -------------------------------------- | -------------------------------------- | -------------------------------------- | -------------------------------------- | -------------------------------------- |
| Bolgari                                | Bolgari                                |                                        | 67                                     | 88,15%                                 |
| Srbi                                   | Srbi                                   |                                        | 7                                      | 9,21%                                  |
| Neznano                                | Neznano                                |                                        | 0                                      | 0,0%                                   |